# Guillermo Molins
Guillermo Molins (ur. 26 września 1988 w Montevideo) – szwedzki piłkarz pochodzenia urugwajskiego występujący na pozycji pomocnika. Od 2013 roku jest zawodnikiem klubu Malmö FF.

## Kariera klubowa
Molins urodził się w Urugwaju, ale jako dziecko emigrował z rodziną do Szwecji. Tam rozpoczął treningi jako junior w klubie Kävlinge GIF. Potem grał w juniorskiej ekipach Landskrona BoIS, Stora Harrie IF oraz ponownie Kävlinge GIF. W 2006 roku trafił do Malmö FF. W Allsvenskan zadebiutował 2 października 2006 roku w zremisowanym 2:2 meczu z Hammarby IF. 10 kwietnia 2008 roku w zremisowanym 1:1 spotkaniu IF Elfsborg strzelił pierwszego gola w trakcie gry w Allsvenskan.
W 2011 roku Molins przeszedł do Anderlechtu.

## Kariera reprezentacyjna
W reprezentacji Szwecji Molins zadebiutował 20 stycznia 2010 roku w wygranym 1:0 towarzyskim meczu z Omanem.